# Ромейко, Александр Станиславович
Александр Станиславович Ромейко (пол. Aleksander Romeyko; 2 апреля 1898 — 3 декабря 1965) — генерал-майор авиации Советской армии, генерал бригады Народного Войска Польского; командующий ВВС Польши в 1947—1951 годах.

## Биография
Родился 2 апреля 1898 года в Риге в семье поляков Станислава и Михалины, принадлежал к дворянскому гербу Слеповрон. Учился в начальной и средней школе, работа на заводе с мая 1913 года служащим, с 1915 года бухгалтер. В рядах Русской императорской армии с мая 1916 года, служил в Измайловском лейб-гвардии полку. После Февральской революции с марта по октябрь 1917 года — секретарь солдатского комитета при полку. Участник Петроградского восстания на стороне большевиков, с декабря 1917 года служил в Красной гвардии. Помощник командира группы солдат, позже командира полка. С 24 февраля 1918 года по июнь 1919 года — командир пулемётного отделения, участник сражений Гражданской войны против сил УНР и ЗУНР. Командир эскадрона разведчиков 289-го стрелкового полка. Начальник связи Нежинского конного красногвардейского отряда РККА, позже командир кавалерийской роты. С 22 декабря 1918 года член РКП(б).
В июле 1919 года — курсант пулемётных курсов в Москве. В феврале 1920 года назначен командиром учебной команды 9-й стрелковой дивизии, сражался на Южном и Кавказском фронтах Гражданской войны. Участник сражений на Кубани, на Кавказе и Закавказье против белых до ноября 1921 года, дважды был ранен. В 1921 году возглавил пулемётную команду 73-го стрелкового полка, был комендантом Батумской крепости. С 1925 года — политрук и командир роты 6-го Кавказского стрелкового полка. В 1927—1930 годах учился в Военной академии имени Михаила Фрунзе и Военно-воздушной академии имени Н. Жуковского, окончил курс пилотов самолётов. Занимал должности начальника штаба авиационной эскадрильи в 1930—1932 годах, инспектора Капийской авиационной бригады в 1932—1933 годах, начальника штаба авиационной бригады в 1933—1935 годах. В сентябре 1935 года назначен начальником штаба войск ВВС Московского военного округа. Весной 1938 года уволен из РККА, когда начались чистки в командном составе; был арестован.
31 марта 1940 года Ромейко вернулся в РККА и был назначен преподавателем тактики в Военно-воздушной академии командного и штурманского состава ВВС РККА в звании полковника. После нападения Германии на СССР участвовал в сражениях на Западном, Калининском, Белорусском и 1-м Украинском фронтах. 18 августа 1944 года в звании полковника направлен в Народное Войско Польское, где занял должность заместителя начальника отдела ВВС 1-й армии, который позже был преобразован в 1-ю польскую авиационную дивизию. До 30 апреля 1945 года был начальником штаба дивизии, в её составе участвовал в боях за Варшаву, над Одером и в земле Бранденбург. 1 мая 1945 года после преобразования в 4-ю Поморскую смешанную авиационную дивизию принял над ней командование, оставаясь на этом посту до 27 декабря 1945 года.
В сентябре 1945 года был назначен начальником штаба Управления ВВС Войска Польского, с 1 января 1946 года — генерал бригады ВВС Польши. По инициативе Ромейко была создана серия учебных и специальных самолётов в Экспериментальной авиационной мастерской в Лодзи — LWD Szpak, LWD Żak, LWD Junak и LWD Zuch — под руководством инженера Тадеуша Солтыка. 21 марта 1947 года сменил Ф.П.Полынина на посту командующего ВВС Польши и занимал эту должность вплоть до 9 февраля 1951 года, покинув Польшу 15 февраля 1951 года. Продолжал службу в СССР, в конце 1950-х вышел в отставку.
Скончался 3 декабря 1965 года в Москве, где и похоронен.

## Награды
- Орден Ленина;
- Орден Красного Знамени (трижды);
- Орден Красной Звезды;
- Орден Креста Грюнвальда III степени (1946)[2];
- Серебряный крест ордена Virtuti Militari;
- Золотой крест Заслуги (1944)[2];
- Серебряный крест Заслуги (1944)[2];
- иные ордена и медали.